# I Stand Here Ironing
"I Stand here Ironing" (Estoy aquí, planchando) es un cuento de Tillie Olsen. Fue publicado en la colección de cuentos Tell Me a Riddle en 1956.

## Tema principal
La historia se cuenta desde el punto de vista en primera persona de una mujer que recuerda la forma en que crio a la primera de sus hijas, Emily. La narradora reflexiona sobre las decisiones que tomó mientras cuidaba de la niña y cómo las cosas podrían haber sido distintas si hubiera tenido más experiencia u otras opciones mejores. Es de las obras de Olsen que más aparecen en sus antologías.
Uno de los temas principales del relato es la culpa, culpa que se desarrollará a lo largo de la narración. La madre, que solo está ahí parada, planchando, recuerda en poco tiempo la historia de su vida junto a su hija, desde que era una bebé hasta el presente, y se pregunta qué puede hacer ahora, cuando ya es demasiado tarde. El sentimiento de que su hija podría culparla por lo que hizo es la idea central del cuento.

## Tiempo y espacio
La historia se desliza durante varias décadas. Aunque está ambientada a principios de 1950, se remonta a 1930 (la época de la Gran Depresión ) y a 1940 (la época de la Segunda Guerra Mundial ). La acción transcurre en la casa de clase media de la narradora, quien lo comenta cuando nace su primera hija. Además menciona que eran pobres y no podían comprarle a la niña tierra fértil para que se desarrollara con facilidad.

## Resumen de la trama
A una madre la contacta una persona cuya identidad desconocemos, pero parece ser un maestro u otra autoridad educativa, y le informa que su hija está en problemas. Mientras plancha, la madre piensa sobre qué responderle y tiene recuerdos de la infancia de su hija. Algunas de las cosas que la madre recuerda de su vida con Emily incluyen:
- Al amamantarla, siguió los dictados de los "libros de entonces", puesto que lo hacía a una hora determinada, no cuando la bebé lloraba por comida;
- Su pareja la abandonó cuando Emily tenía solo ocho meses;
- Tuvo que trabajar durante los primeros seis años de la vida de Emily;
- Envió a Emily a vivir con parientes porque no podía trabajar y cuidarla al mismo tiempo;
- Luego la envió a una unidad de convalecientes en el campo, donde la niña se sentía muy desdichada;
- Susan, su segunda hija, siempre opacaba a Emily.

Aunque la crianza de Emily hizo que se vuelva cautelosa e independiente, la niña descubre en la secundaria su talento como comediante, y su felicidad y éxito fortalecen la relación con su madre. Al final de la historia, la madre se niega a ir a hablar con la autoridad educativa y rechaza la idea de "sacar cuentas de todo" o enviar datos sobre la infancia de Emily para que encajen todo dentro de una fórmula y prefieren que dejen a su hija ser, aunque también que la ayuden a entender que ella tiene el poder de determinar su futuro, o dicho metafóricamente, "que ella es más que este vestido en la tabla de planchar, indefensa ante la plancha".

## Personajes
- Emily: una chica tímida de diecinueve años, la mayor de cinco hermanos. Aunque tuvo una infancia muy difícil, desarrolló un gran talento para la comedia y, a pesar de su juventud, es cínica sobre la vida y el mundo. Cree que la bomba atómica pronto destruirá todo, así que no tiene sentido preocuparse por nada.
- El padre de Emily: abandonó a su familia para no "compartir la pobreza con ellos" menos de un año después del nacimiento de Emily.
- La madre de Emily: una madre llena de remordimientos y muy preocupada por su hija. Trabajó duro para mantener a su familia y cuidarla, pero en retrospectiva se da cuenta de que hay muchas cosas que le gustarían haber hecho de manera distinta.
- El padrastro de Emily: fue llamado para luchar en la Segunda Guerra Mundial.
- Susan: hermana de Emily, de pelo rizado y rubio como el oro, gordita, astuta, elocuente y segura de sí misma. Cuando nació Susan, su madre se había vuelto a casar y había ganado suficiente experiencia para mostrar más afecto que cuando nació Emily.

## Recursos literarios

### Metáfora
Una de las metáforas centrales de la historia se concibe en la primera línea del cuento:
Estoy aquí, planchando, y lo que me pediste se mueve atormentado de un lado a otro junto con la plancha.
En el original: "I stand here ironing, and what you asked me moves tormented back and forth with the iron".
Mientras la narradora plancha el vestido de Emily, también está "planchando" el camino y los problemas de su hija. El acto de planchar significa suavidad y, por lo tanto, la esperanza de que Emily tenga una vida tranquila, aunque se le impide tomar medidas para que lo logre. El uso de "atormentada" pone en evidencia la culpa que siente por la falta de atención y el poco cuidado que tuvo con Emily, cosas que ve como causas de los diversos problemas que enfrenta su hija. A su vez, mientras recuerda el pasado, recurre al acto de planchar y otras tareas domésticas como justificación por lo que hizo y sugiere así que, aunque culpable por sus defectos como madre, no puede hacer nada al respecto debido al ciclo interminable de quehaceres.